# Fjällfryle
Fjällfryle (Luzula wahlenbergii) är en tågväxtart som beskrevs av Franz Josef Ivanovich Ruprecht. Fjällfryle ingår i frylesläktet som ingår i familjen tågväxter. Arten är reproducerande i Sverige. Inga underarter finns listade i Catalogue of Life.